# Sperring Point
Der Sperring Point ist eine felsige Landspitze an der Küste des ostantarktischen Kemplands. Sie liegt am Westufer der William Scoresby Bay.
Wissenschaftler der britischen Discovery Investigations entdeckten und benannten sie im Februar 1936. Der weitere Benennungshintergrund ist nicht überliefert.